# بریزوود (پنسیلوانیا)
بریزوود (به انگلیسی: Breezewood) یک منطقهٔ مسکونی در ایالات متحده آمریکا است که در شهرستان بدفورد، پنسیلوانیا قرار دارد.